# Azul cobalto (película)
Azul Cobalto (en inglés: Cobalt Blue) película dramática india escrita y dirigida por Sachin Kundalkar. Protagonizada por Prateik Babbar, Neelay Mehendale y Anjali Sivaraman, la película está basada en la novela del mismo nombre por Kundalkar, que sigue la historia de un hermano y una hermana que se enamoran del mismo hombre; Los acontecimientos posteriores destrozan una familia tradicional maratí. La película estaba programada para estrenarse en Netflix el 3 de diciembre de 2021, pero se pospuso y se estrenó el 2 de abril de 2022.

## Reparto
- Prateik Babbar como Paying Guest
- Neelay Mehendale como Tanay Vidhyadhar Dixit
- Anant V Joshi como Aseem Dixit
- Anjali Sivaraman como Anuja Dixit
- Poornima Indrajith como Sister Mary
- Neil Bhoopalam como profesor de literatura
- Geetanjali Kulkarni como Sharda Dixit
- Shishir Sharma como Mr. Dixit

## Estreno
En noviembre de 2018, se anunció que la novela Cobalt Blue se adaptaría a una película para Netflix. Ha sido escrito y dirigido por Kundalkar y estaba programado para transmitirse en la plataforma a partir del 3 de diciembre de 2021, pero luego se pospuso. Fue lanzado finalmente el 2 de abril de 2022.

## Recepción

### Respuesta crítica
Nandini Ramnath de Scroll.in dio una crítica positiva a la escritura de la película: “La delicada caracterización de Tanay por parte de Neelay Mehendale y la franca belleza de Prateik Babbar crean los momentos más memorables de la película, que tienen la viveza de los colores primarios y el rubor erótico del primer amor". Deccan Herald le dio a la película una calificación de 3 estrellas y media sobre 5, escribiendo: “La película tiene una poesía hindi conmovedora que se adapta a varios tonos de emociones. Toda la película es un viaje lento, lírico y desgarrador combinado con literatura, poesía, música y arte. Los tonos primarios se han utilizado con eficacia para resaltar las emociones”.